# Mayfield (Ohio)
Mayfield – wieś w Stanach Zjednoczonych, w stanie Ohio, w hrabstwie Cuyahoga.